# Portada/efemèride abril 7
Tortell Poltrona
« 6 d'abril · 7 d'abril · 8 d'abril »